# Haidong Gumdo
L'Haidong Gumdo (해동 검도?, 海東劍道?, Haedong GeomdoLR, Haedong KŏmdoMR; letteralmente "la via della spada del mare dell'est") è una scherma marziale sud coreana assimilabile alle arti parallele giapponesi del kenjutsu (combattimento con la spada), Iaidō (tecnica dell'estrazione della spada) e del Battodo (tecniche di taglio), con un insegnamento che comprende tutte e tre queste discipline, abbinandole a una dinamicità e mobilità maggiore di quella riscontrabile nelle controparti giapponesi, usando comunque la stessa arma (la katana standard giapponese) e una simile divisa (giacca tipo kimono e gonna-pantaloni, con sistema di cinture colorate derivato dalle arti marziali canoniche).
Questa arte marziale è probabilmente un derivato di diverse scuole indigene coreane, di influenze militari cinesi come l'uso della spada diritta Jian e della sciabola Dao, come pure dello spadone DaDao, e infine condizionate fortemente dalla dominazione giapponese che i Coreani hanno dovuto subire dal 1905 al 1945, e che sia prima che dopo è sempre stata presente sia culturalmente che economicamente. Moltissimi coreani hanno infatti prestato servizio nell'esercito Giapponese dal XVIII secolo fino al 1945 e ne hanno importato in patria molti degli insegnamenti.
L'insegnamento dell'Haidong Gumdo moderno è un compendio piuttosto vasto di tecniche statiche e dinamiche, e le pratiche di taglio e combattimento libero sono incoraggiate già dai primi gradi.

## Origini e diffusione

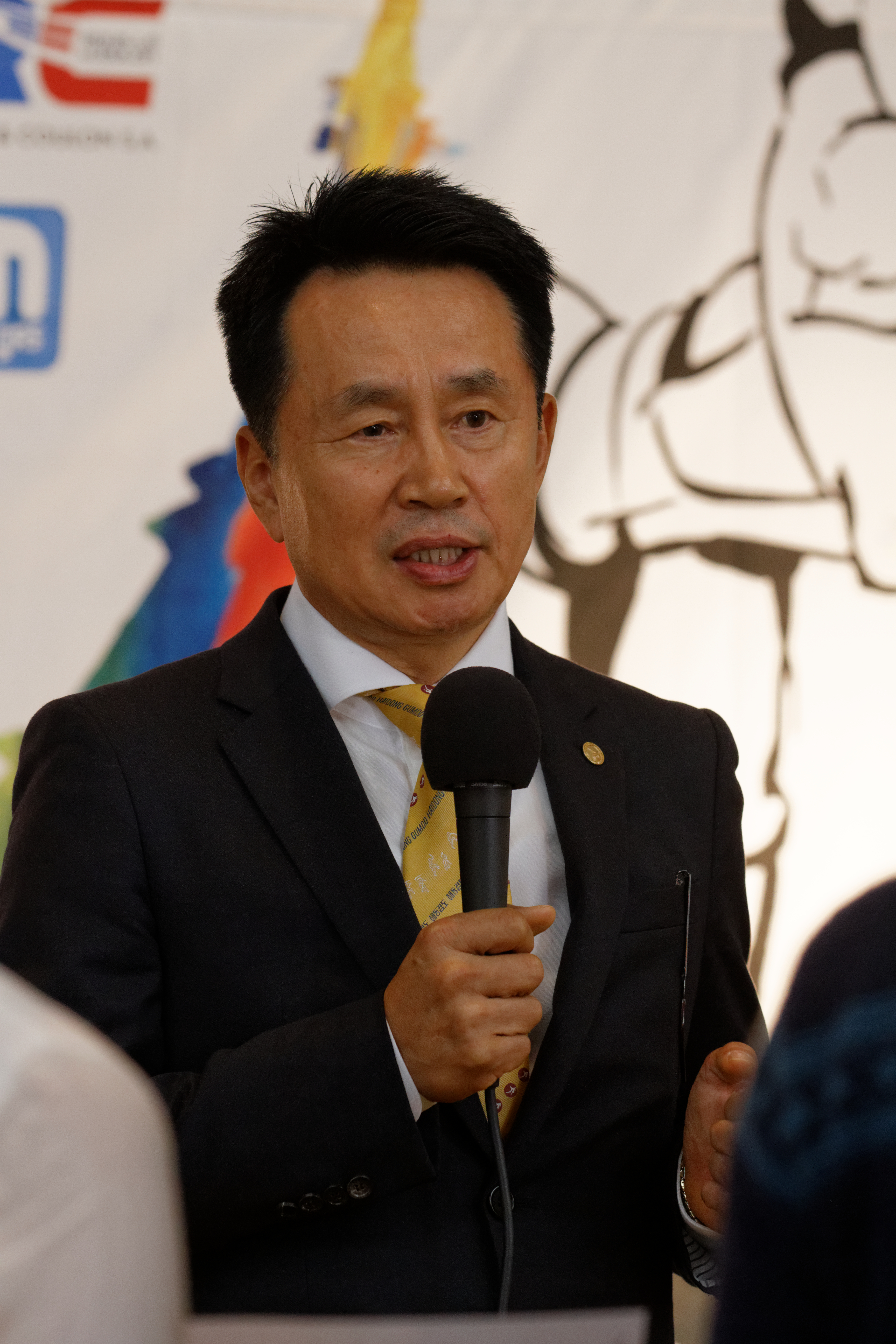
Kim Jeong-Ho

Benché la diffusione pubblica dell'Haidong Gumdo risalga al 1960 anno in cui l'attuale presidente della Federazione Mondiale (Kim Jung Ho) codificò posture e tecniche di taglio, le origini di questa disciplina vengono fatte risalire dai praticanti all'epoca della dinastia Goguryeo (37 a.C. - 668 d.C.).
L'arte della spada coreana in Europa è giunta soltanto dodici anni fa grazie al Maestro Han Sang Hyun, presidente della Europe Haidong Gumdo Association, e ha riscontrato un notevole successo in svariati Paesi dell'Unione. In Italia l'arte è stata introdotta nel settembre 2005 dal Maestro e direttore tecnico Flavio Piccioni, fondatore dell'Associazione Italiana Haidong Gumdo.

## Le tecniche base delle spada
Tutte le tecniche dell'Haidong Gumdo si possono attuare contro una o più avversari e sono le seguenti:
- i 12 movimenti di base, che permettono di sviluppare le varie tecniche (taglio, parate, …) in tutte le direzioni;
- le forme, un insieme di movimenti codificati eseguite nelle diverse posture (tecniche di difesa e di attacco, con una mano o a due mani);
- i moduli da combattimento, che permettono di sapersi muovere in caso di difesa o di attacco contro una o più persone;
- meditazione e tecniche di respirazione, che aiutano a rimuovere lo stress e la fatica e procurano energia e chiarezza mentale.

## Le tecniche di taglio con la spada
Le tecniche di base dell'Haidong Gumdo sono particolarmente incentrate sull'esecuzioni di tagli effettuati su canne di bambù o su fasci di paglia sostenuti da un supporto in ferro.
Per eseguire vari tagli simultanei sullo stesso supporto occorre assumere precise posture che permettono di fendere nelle diverse angolature.
Sin dalle prime cinture sarà possibile mettere alla prova le proprie capacità di controllo, precisione e destrezza di taglio, spegnendo una o più candele senza sfiorare la fiamma o tagliando un foglio di carta. Infine tagliare del bambù e dei fasci di paglia per mettere alla prova la forza e la velocità.

## La meditazione
La meditazione è una tecnica mentale naturale, che affonda le sue radici nell'antichità.
La meditazione utilizza la tendenza spontanea della mente a cercare una condizione di maggiore benessere. In questo modo la mente raggiunge facilmente e in modo naturale la sorgente del pensiero: la consapevolezza.
Questo stato di pura consapevolezza, è uno stato di calma molto piacevole e rivitalizzante che aiuta a rimuovere lo stress e la fatica e procura energia e chiarezza mentale.
La pratica della meditazione è inclusa nel programma pedagogico dell'Haidong Gumdo, permettendo così ad ogni praticante di sviluppare la padronanza delle sue proprie energie.
In seguito, ripetendo i diversi esercizi respiratori ed energetici, i praticanti potranno approdare alla realizzazione delle tecniche più complesse.

## L'Haidong Gumdo nel mondo
L'Haidong Gumdo è già presente da parecchi anni in Canada, USA e sud America dove sono state aperte le prime scuole nel mondo occidentale. Negli ultimi anni ha preso piede anche in Europa: hanno aperto scuole in Inghilterra, Portogallo, Spagna, Svezia, Norvegia, Irlanda, Paesi Bassi, Germania, Francia, Svizzera ed in Italia, dove a settembre 2005 è nata l'Associazione Italiana Haidong Gumdo.
Nella Corea del Sud ci sono più di 600 scuole private e circa 2000 corsi tenuti presso strutture scolastiche.
Nel 2002 si sono tenuti i campionati del mondo in Corea ai quali hanno partecipato 50 nazioni e più di 1000 palestre.
Dato il buon esito, nel 2004, è stato organizzato un altro campionato con ancor maggior partecipazione.
Nel 2007 si terranno i campionati europei in Svizzera. Chiaramente i campionati non sono sportivi, ma solo dimostrativi, tipo valutazioni su tecniche di taglio.

## Campionati nazionali e internazionali di Haidong Gumdo
I Campionati nazionali e internazionali si dividono in: europeo e mondiale che sono eventi biennali (il primo si tiene nelle più belle capitali d'Europa mentre il secondo categoricamente in Corea)e il campionato italiano che si tiene ogni anno in primavera nelle più importanti città italiane.
Le competizioni sono suddivise in individuali, tra forme, taglio della carta, taglio della pallina, taglio della mela, spegnimento della candela e taglio del bambù, e in gruppo tra forma libera sincronizzata e combattimento dimostrativo. Tutti gli allievi hanno l'obbligo di competere nella gara di forme individuali, essendo esse le basi di questa disciplina mentre la partecipazione alle altre competizioni è a discrezione degli atleti.

## Critiche
L'Haidong Gumdo viene criticato per via di inesatezze nella ricostruzione storica delle sue origini, ad esempio la figura del "samurang" non ha riscontri storici. Non sono noti documenti storici che diano credibilità alla federazione; nessuna registrazione scritta menziona i Samurang, il che sarebbe altamente improbabile, se il presunto gruppo fosse veramente esistito, come la federazione afferma. In realtà non vi è alcuna prova che la parola "Samurang" sia stata utilizzata prima del ventesimo secolo. I critici sostengono quindi che i nomi 'Haidong Gumdo' e 'Samurang' siano di recente creazione.
L'elementare conoscenza della fonologia storica cinese e giapponese suggerisce che la connessione con la parola samurai è improbabile. L'associazione Haidong Gumdo ha coniato la parola samurang combinando i tre caratteri cinesi 士, 武 e 郞 in modo da suonare simile a samurai in coreano moderno. Tuttavia, questo putativo composto è pronunciato * shiburō nella moderna lettura sino-giapponese e qualcosa di simile a * tʃiburau in antico giapponese. Entrambi sono molto diversi da samurai.
Dal momento che l'etimologia di samurai è chiara, è improbabile che il popolo giapponese accetterà mai la pretesa etimologia. Tuttavia, la storia ha acquisito indebito credito tra alcuni coreani.
Infine, seppur ci siano testimonianze accertate che la curvatura della katana abbia una possibile origine nelle sciabole in uso nella cavalleria delle antiche popolazioni a nord della Corea, lo sviluppo dei particolari costruttivi e l'uso della katana si può definire indigeno del Giappone con poche o nulle influenze esterne.
Alcuni fanno risalire le reali origini dell'Haidong Gumdo a maestri di Kendō (Kumdo o Umdo in coreano) e Iaidō coreani che basandosi sullo studio di danze tradizionali e arti marziali di origine o elaborazione coreana, come lo Sipalki o l'Hapkisuul e l'Hapkido, hanno infine elaborato questo sistema marziale.
Da sottolineare che anche l'Arte marziale coreana del Hwa Rang Do(r) vanta nel suo curriculum l'uso della spada, e di tante altre armi da taglio e non..